# Eudoksja Koburg

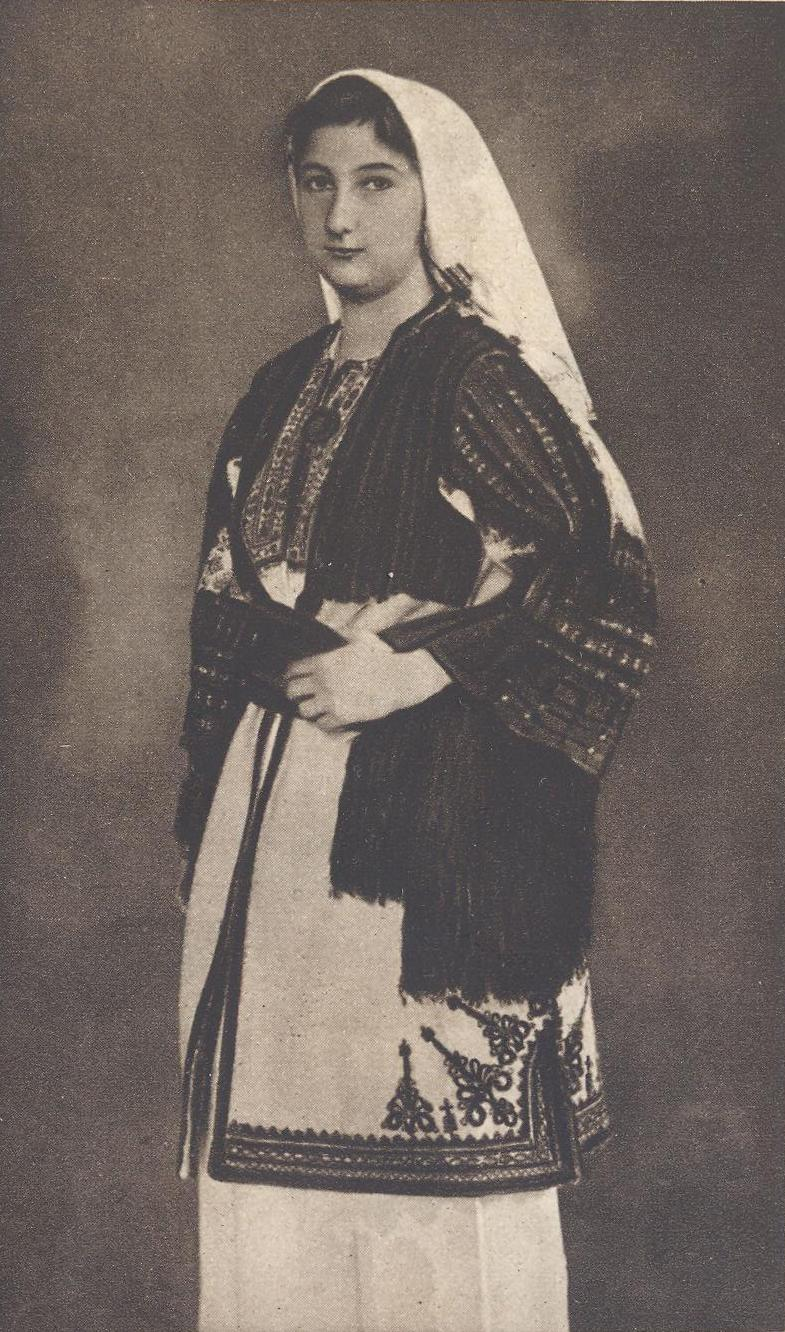
Eudoksja Koburg

Eudoksja Koburg (ur. 5 stycznia 1898; zm. październik 1985), księżniczka Bułgarii.
Księżniczka Eudoksja była najstarszą córką Ferdynanda I Koburga, cara Bułgarii i jego pierwszej żony Marii Luizy Burbon-Parmeńskiej. Była oddaną siostrą i zaufaną osobą swojego brata, króla Borysa III.

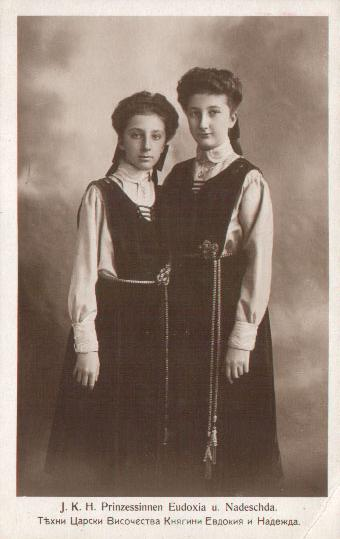
Eudoksja z młodszą siostrą Nadeżdą.

Eudoksja nigdy nie wyszła za mąż; chociaż krążyły pogłoski, że chciała wyjść za pewnego Bułgara, co było nie do przyjęcia przez dynastię panującą. W swoim życiu była oddana Bułgarii i do czasu ślubu jej brata Borysa z Joanną Sabaudzką pełniła funkcję pierwszej damy tego kraju.
Po śmierci króla Borysa III, księżniczka Eudoksja została aresztowana i torturowana przez nazistów. Gdy została zwolniona, uciekła ze swoją bratową Joanną do Egiptu, gdzie wspomógł je Wiktor Emanuel III, król Włoch i król Faruk I. Po śmierci króla Włoch rodzina się rozproszyła. Eudoksja udała się do Niemiec, do ojca; żyła tam w bardzo bliskich relacjach ze swoją siostrą Nadeżdą.